# ライト修正法
ライト修正法（ライトしゅうせいほう、Wright Amendment）は、1979年に制定されたアメリカ合衆国の連邦法である。テキサス州のダラス・ラブフィールド空港から直行便の運航を行なうことが出来る目的地をテキサス州および隣接州に制限したものである。制限は1997年と2005年に一部緩和され、2006年10月にはこの制限を撤廃する法律が新たに制定された。2014年には完全に制限が撤廃されることになっている。ラブフィールド妥協法とも呼ばれる。

## 経緯
1960年代前半、連邦航空局（以下「FAA」と表記）は、ダラスのラブフィールド空港やフォートワースのグレーターサウスウエスト国際空港では、将来の航空需要予測に対して適していないと判断し、この2空港に対して連邦航空局からの補助金を支給しないこととした。そこで、アメリカ民間航空委員会 (Civil Aeronautics Board, 以下「CAB」と表記)では、新しく2市共同の空港を設置するように命じた。これを受けて設置されたのが、1974年に開港したダラス・フォートワース国際空港（以下「DFW」と表記）である。新空港の運営を軌道に乗せるため、各都市では航空サービスを新空港に制限することに同意しており、かつ旧空港へ乗り入れていた航空会社も新空港へ移動する協定に調印していた。
DFWでは、移動する協定が調印された後に設立されたサウスウエスト航空にも、空港利用料などを支払った上で、設備資金の調達に協力するように求めていた。しかし、サウスウエスト航空は、ビジネス利用者の要求にこたえて市街地に近い空港に発着しているのに、市街地から車でわずか10分程度のところにあるラブフィールド空港から、わざわざ遠く離れたDFWへ移転することは理屈に合わないと考えた。このため、新空港の開港が近くなった時、サウスウエスト航空は「空港の閉鎖に法的根拠は全くなく、そのような協定に同意したこともなく、テキサス州の航空委員会からも移転を命じられていない」として、DFWに業務を移さず、ラブフィールド空港にとどまることを通告した。
ところが、DFW側は建設の債務にサウスウエスト航空からの支払いを充当することにしていた。また、他の航空会社も、ヒューストンでサウスウエスト航空との競争に敗れたことを忘れていなかった。サウスウエスト航空がラブフィールドから離れる意思がないことを知り、ダラス市・フォートワース市・地方空港委員会は1972年6月6日に合同訴訟を起こした。連邦地方裁判所でサウスウエスト航空寄りの判決が下ったもののすぐに控訴され、今度はニューオリンズにある第五巡回区控訴裁判所で審理が行なわれた。ここでもサウスウエスト航空寄りの判決に不服として控訴され、合衆国最高裁判所にて審理を行なうことになったが、最高裁は1973年に「ラブフィールド空港が存在する限り、ラブフィールド空港を拠点として運航するサウスウエスト航空を排除することは出来ない」として、控訴を棄却した。しかしながら、当時は航空規制緩和前で、CABは州内移動、つまり当時サウスウエスト航空が提供していたサービスまでは管理していなかったのである。
1974年、DFWの開港とともに、サウスウエスト航空とブラニフ航空以外のほとんどの航空会社は、より大きく広いDFWに業務を移した。大幅に発着便数が減少したラブフィールド空港では、空港ターミナルビルの大部分を閉鎖した。

## 制定

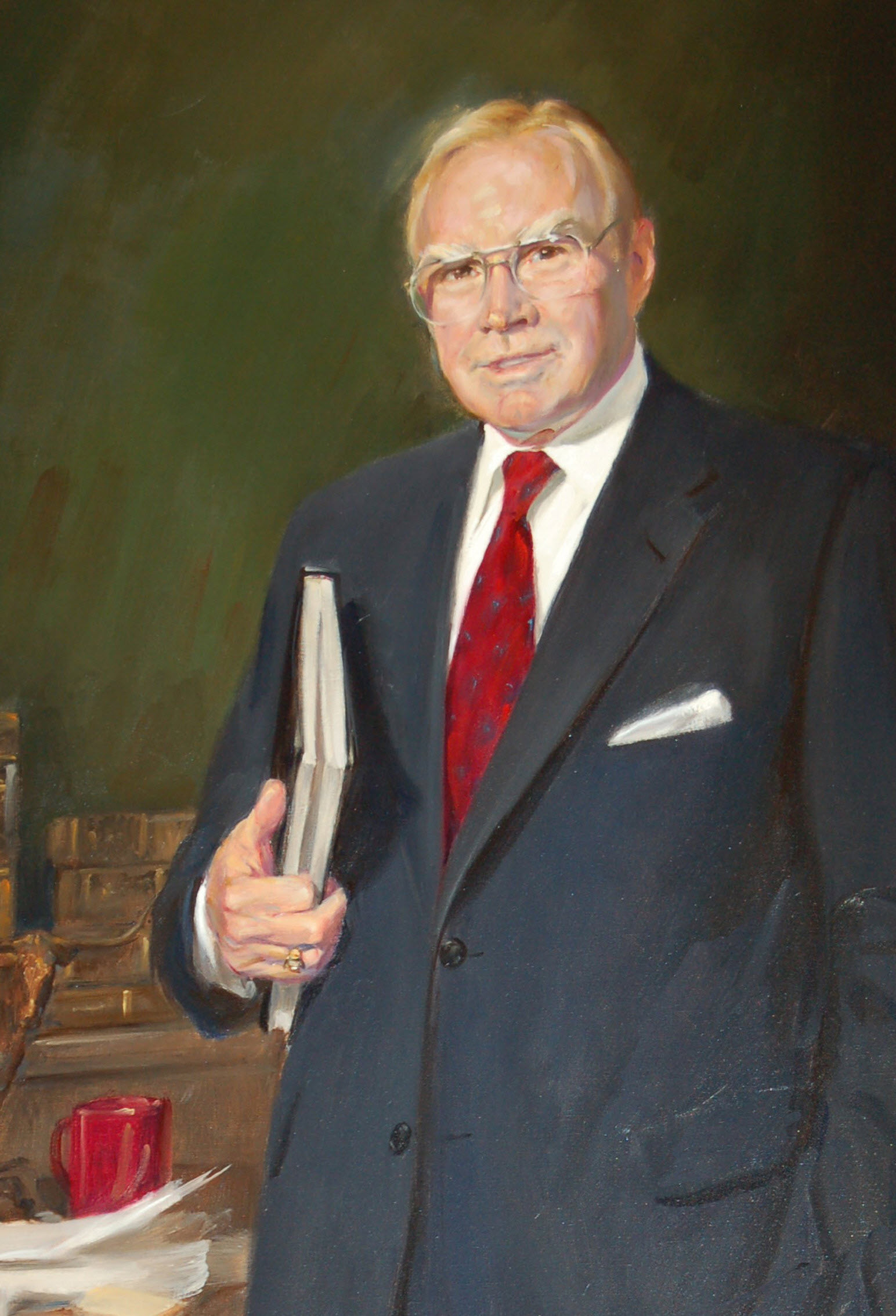
ジム・ライト下院議員

1979年にアメリカの航空自由化政策（ディレギュレーション）が施行されると、サウスウエスト航空は州間路線への参入という形で事業の拡大を計画した。まず、初の州間路線としてヒューストンからニューオーリンズへの路線を開設、続いてダラスからニューオーリンズの路線の開設申請を行なったが、これに対してフォートワース市、DFW、ブラニフ航空は猛烈に反対した。その反対者の中の一人、フォートワース選出の下院議員であるジム・ライトは、DFWを保護するため、ダラスからの路線開設に反対したが、CABではサウスウエスト航空の申請を認可し、1979年9月からダラスからニューオーリンズの路線運航が開始された。しかし、ライトは下院議員への影響力を駆使した上で、ラブフィールド空港からの州間路線の運航を禁止するように議会を説得した。対するサウスウエスト航空も、有力ロビイストの協力を得た上で上院議員の支持を取り付けるというロビー活動合戦となった。
最終的に、ライト議員が法案の修正に合意し、ラブフィールド空港からの航空旅客運送を制限する法案を議会で通過させた。その内容は以下の通りである。
- ラブフィールド空港からは、中型旅客機や大型旅客機を使用して、テキサス州及び隣接する4州（ルイジアナ州・アーカンソー州・オクラホマ州・ニューメキシコ州）より遠隔地を結ぶ航空路線の開設は出来ない。
当時、サウスウエスト航空の路線はこの範囲に収まっていたため、同社にはただちに影響があるわけではなかった。
- 長距離路線の運航は、乗客定員56人以下の小型機だけに許可された。

この法律は、他の航空会社がラブフィールド空港から路線開設することを妨げたが、サウスウエスト航空はラブフィールド空港からの短距離路線ネットワーク拡大を進めた。これは、ライト修正法の影響を受けないヒューストン（ホビー空港）・ニューオーリンズや、エルパソやアルバカーキへの利用者数増加という効果があった。
ライト修正法の制限をうまく回避する利用者もいた。例えば、航空券を2つに分割して、ダラスからヒューストンかニューオリンズまで行き、そこで飛行機を乗り換えてサウスウエスト航空就航都市に向かうことは出来た。ただし、ライト修正法では、このようなルートで通し運賃の航空券を発行したり、利用法を航空会社が宣伝することも禁止していたため、あくまで利用者の判断に任されたものであった。

## 緩和への動き
1997年、アラバマ選出の上院議員リチャード・シェルビーによって、ライト修正法の一部が緩和され、アラバマ州、ミシシッピ州、およびカンザス州がラブフィールド空港からの目的地として許可された。もっとも、需要が少ないとみられたことから、サウスウエスト航空ではこの時点ではアラバマ州への路線を開設したにとどまった。カンザス州とミシシッピ州への路線開設がまだ行なわれていないが、サウスウエスト航空はミシシッピ州最大の空港であるジャクソン・エヴァース国際空港には乗り入れている。また、カンザス州にはウィチタ・ミッド・コンティエント空港が存在するが、サウスウエスト航空はウィチタへの路線は開設せず、隣接するミズーリ州のカンザスシティに乗り入れている。
2000年、新興航空会社であるレジェンド航空は、ライト修正法による制限の回避を試みた。これは、全席をファーストクラスにすることでマクドネル・ダグラス DC-9を客席56席にまで減少させた仕様での運航を行なうもので、レジェンド航空はラブフィールド空港を拠点として、ロサンゼルス、ニューヨーク（ラガーディア空港）、ラスベガス、ワシントンD.C.への路線を開設した。しかし、アメリカン航空に対抗できず、レジェンド航空は2001年には運航停止となってしまった。ライト修正法の撤廃に賛成する人からは、「レジェンド航空の運航停止はアメリカン航空・DFW・フォートワース市のせいである」とも言われた。

## 撤廃への動き
1990年代、DFWの年間発着便数が逼迫する状況となり、1996年にはライト修正法を撤廃し、フォートワース・アライアンス空港に旅客便を発着させることで、DFWの混雑緩和につなげようという研究もされた。しかし、この案はどちらもDFWに反対され、結局は前述の通り、アラバマ州、ミシシッピ州、およびカンザス州がライト修正法に追加されただけであった。
2004年後半に、サウスウエスト航空は、ライト修正法に反対することを表明した上で、大規模なライト修正法撤廃のキャンペーンを開始、公的支援を集める動きを見せた。キャンペーンでは、出版物・インターネット・掲示板・テレビCMをフルに駆使し、サウスウエスト航空でも「Set Love Free」という特設サイトを設置した。これに対して、DFWとアメリカン航空などが先頭に立ち、ライト修正法の撤廃反対の集団を結成、「Keep DFW Strong」という特設サイトを設置した上でメディアキャンペーンを開始した。DFWでは北側にある水タンクの1つを塗り替えて広告とした。
撤廃に賛成する識者は、「ラブフィールド空港からの長距離路線の制限は、公正な競争を妨げる」と断言した。識者たちは、ラブフィールド空港からの目的地を自由に設定することを求め、現在の制限がDFW発着路線の運賃を意識的に引き上げていると主張した。この制限を撤廃し、どの航空会社でも自由にラブフィールド空港から路線開設がされることで、いわゆる「サウスウエスト効果」が発生すると見込んでいた。ラブフィールド空港発着路線が低価格になることで、DFW発着路線の運賃引き下げも行なわれ、どちらの空港も需要は増加すると仮定していた。これらは、他の空港市場において、低運賃航空会社であるサウスウエスト航空が何度となく実現していたのである。また、DFWの主な利用会社はアメリカン航空であり、発着便の80パーセント以上がアメリカン航空という状態ではほとんど競争がない状態で、デルタ航空がハブ空港としての運用をやめた問題などを見れば、DFWはアメリカン航空に高額の請求も出来ると主張した。
一方、ライト修正法の支持者からは、アメリカン航空の運賃が他の地域よりも高いことは認めたものの、DFWが周辺地区の経済の中心でもあり、DFWの発着便を競合している空港に移したり、価格の引き下げなどが行なわれることは好ましくないと主張した。DFWでは25億ドルを投じてターミナル間の旅客輸送システムを整備したばかりであった上、このような旅客輸送システムと、デルタ航空の撤退によって財政負担は増加しているため、このような状況下でDFWにとっての競合相手の出現は、空港の収益性や存続についても影響があると考えられた。DFW周辺地区での関心は、テキサス州北部ではアメリカン航空が最大の雇用主となっていることで、サウスウエスト航空を除く航空各社の財政事情が悪化しているこの時期に、アメリカン航空をわざわざ危機的な状況に置くことは避けたかったのである。

### 完全撤廃へ
2006年6月15日、アメリカン航空、サウスウエスト航空、DFW、ダラス市とフォートワース市は、ライト修正法の完全な撤廃に同意したと発表した。その内容は、以下の通りであった。
- 2014年まではライト修正法は有効。
- アメリカ国内線・国際線の通し運賃による航空券の発売が認められる。
- ラブフィールド空港の搭乗ゲートは32ゲートから20ゲートに減少し、ラブフィールド空港は国内線直行便のみを扱う。

しかし、この内容はジェットブルー航空や他の低運賃航空会社から、搭乗ゲートの減少はそこでサービスを始める航空会社の可能性を阻害するものとして反発を受けた。また、地元選出議員からも、DFW、ラブフィールド空港だけでなく、マッキニーのコリン郡空港から半径80マイル（130キロメートル）の範囲内での自由競争を妨げるものとして反対を受けた。また、かつてレジェンド航空が使用していたターミナルビルの所有者からも、「搭乗ゲートの購入や賃貸に関心を持っているピナクル航空に6ゲートを販売できない」として反対された。
2006年7月25日、アメリカ合衆国司法省反トラスト部門の職員から流出したメモでは、テキサス州北部の航空会社の競争の観点から、この同意内容について再度検討するように促していた。また、搭乗ゲートの閉鎖と残る20ゲートの制限しかなくなることは、ゲートの利用制限は、ラブフィールド空港で搭乗ゲートを確保しようとする他の航空会社に影響するため、反トラスト法に違反する可能性があるとも指摘した。この件について、上院議員のケイ・ベイリー・ハチソンは「その判事が誰であるか分からず、そのメモは正規の手順を通していない。たぶん一職員の視点であり、司法省の見解ではない」とした。また、司法委員長のジェームス・センセンブレナーは、当該職員が提案している独占禁止の問題に関してはいくつか不満があると述べた。
上院・下院の司法委員会との大規模な議論の末、2006年9月29日に妥協法案が上院・下院の両院議会を通過した。ハチソンは、下院議会で議論中、下院議会で議案を通すよう努力した。ケイ・グレンジャーは、両党連立のテキサス州議会連合において下院での結論が導き出せるよう努力した。2006年10月13日に、ジョージ・ブッシュ大統領はこの法案に署名した。サウスウエスト航空とアメリカン航空は、ライト修正法の規制区域外にでラブフィールド空港から目的地までの経由便の運行を行なうためには、連邦航空局からの承認が必要となった。
直行便の運航は2014年まで制限を受けることになったが、サウスウエスト航空では2006年10月17日に、「2006年10月19日にラブフィールド空港からライト修正法の規制区域外の25箇所の目的地への接続サービスを始める」と発表した。アメリカン航空も2006年10月18日までには、ラブフィールド空港からライト修正法の規制区域外の目的地で、接続サービスを開始した。